# Dalmatyńczyk
Dalmatyńczyk (wyżeł dalmatyński, chorw.  dalmatinac) – jedna z ras psów, należąca do grupy psów gończych, posokowców i ras pokrewnych, zaklasyfikowana wraz z rodezjanem do sekcji ras pokrewnych. Zgodnie z klasyfikacją amerykańską należy do grupy psów użytkowych. Typ wyżłowaty. Nie podlega próbom pracy.

## Rys historyczny
Dalmatyńska rasa psów, której nazwa pochodzi od regionu wybrzeża Adriatyku w Dalmacji, Chorwacji, jej pierwszym określonym domu. Jego pochodzenie nadal nie jest jasne. Według niektórych badaczy jego przodkowie pochodzą z północnych Indii i w średniowieczu, wraz z taborami cygańskimi przywędrowały do Europy. Zwolennicy teorii o starożytnych korzeniach rasy wskazują na figurki terakotowe z 1660 r. p.n.e. znalezione w mieście Tyrni oraz zdobiące egipskie grobowce freski sprzed 4000 lat, przedstawiające psy w typie dalmatyńczyka. Pierwszy opis dalmatyńczyka pochodzi jednak z kroniki chorwackiej (1719), stąd nazwa rasy. W Dalmacji psy te wykorzystywane były jako gończe, a później, w XVII wieku jako obronne. W późniejszych czasach z uwagi na podatność na tresurę i atrakcyjny wygląd były wykorzystywane między innymi jako psy cyrkowe. W XVIII wieku sprowadzone do Wielkiej Brytanii. W okresie wiktoriańskim osiągnęły szczyt popularności.
W XIX wieku dalmatyńczyki wykorzystywano jako psy strażackie. Biegły przy pojazdach strażackich, szczekaniem torowały im drogę, a następnie pilnowały ich w czasie akcji gaśniczej. W 1951 r. Narodowy Związek Ochrony Przeciwpożarowej w Stanach Zjednoczonych oficjalnie uznał za swoją maskotkę dalmatyńczyka imieniem Sparky.

## Wygląd

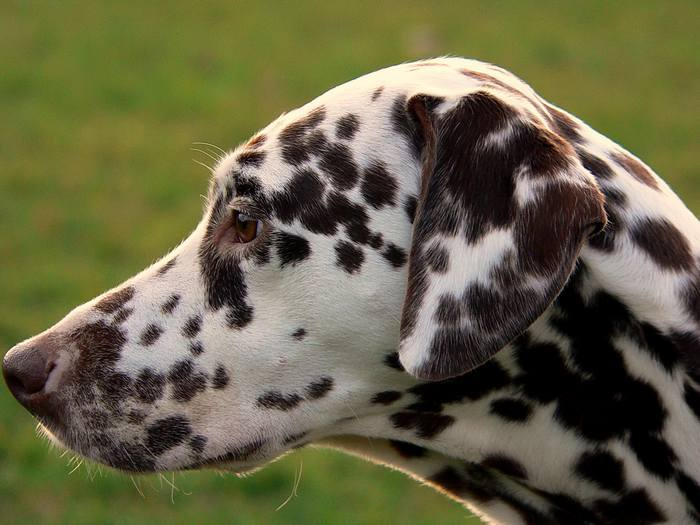
Głowa dalmatyńczyka o brązowych łatach

### Szata i umaszczenie
Umaszczenie jest czysto białe z ostro odgraniczonymi, okrągłymi czarnego lub wątrobianobrązowego koloru cętkami. Pojawiają się one już u około dwutygodniowych szczeniąt, które rodzą się białe. Średnica plam wynosi 20–30 mm. Plamki na głowie, pysku, uszach, nogach, ogonie i skrajnych partiach tułowia powinny być mniejsze niż na pozostałych częściach ciała. Nos psów w czarne cętki powinien być czarny, w brązowe łatki zawsze czekoladowy. Oczy psów białych w czarne cętki mogą być czarne, niebieskie lub brązowe, a psów cętkowanych brązowożółte lub brązowe; mogą występować też niebieskie. Sierść jest krótka, twarda, zbita i zwarta.

### Głowa
O stożkowatym kształcie, proporcjonalna. Stop niezbyt wyraźny, kufa i czaszka równej długości. Wargi grube, suche, dobrze przylegające. Uzębienie kompletne, zgryz nożycowy.

### Uszy
Trójkątne, miękkie, osadzone wysoko po bokach głowy, wiszące przy policzkach. Wyżej ceni się uszy cętkowane niż jednolicie ubarwione.

### Oczy
Owalne, najwyżej ceni się oczy ciemne. Powieki pigmentowane, przylegające.

### Nos
Czarny lub brązowy, w zależności od barwy cętek. Grzbiet nosa prosty.

### Szyja
Długa, mocna, sucha, bez podgardla.

### Sylwetka
W kształcie krótkiego prostokąta, proporcjonalna, umięśniona, z wyraźnym kłębem i mocnym grzbietem, zad lekko opadający. Klatka piersiowa jest pojemna, niezbyt szeroka i stanowi 45 do 50% wysokości w kłębie.

### Kończyny
Proste, dobrze umięśnione, ustawione równolegle, o długości proporcjonalnej do reszty ciała. Łapy okrągłe, zwarte, z wysklepionymi palcami i sprężystymi opuszkami. Pożądana ciemna pigmentacja pazurów.

### Ogon
Długi, szablasto wygięty, osadzony na przedłużeniu linii grzbietu.

## Zachowanie i charakter
Jest to pies odważny, czujny i zrównoważony. Wykazuje wysoki stopień przywiązania do członków rodziny, dobrze czuje się w towarzystwie dzieci. Aktywny i towarzyski, sprawdza się jako pies rodzinny, jeśli jest odpowiednio prowadzony. Na ogół przyjaźnie nastawiony do innych zwierząt. Dalmatyńczyk nie jest psem odpowiednim dla mało ruchliwych osób. Podatny na szkolenie, chętny do nauki, którą z uwagi na niezależność charakteru tej rasy należy zaczynać jak najwcześniej.

## Zdrowie i pielęgnacja
Dalmatyńczyki gubią dużo włosów, w czasie linienia (na wiosnę i jesienią) istnieje konieczność wyczesywania włosa raz na dzień przez ok. 10 min. Dalmatyńczyk jest mało odporny na niskie temperatury. Spotykane problemy zdrowotne u tej rasy to kamica moczanowa, głuchota, młodzieńcza nefropatia, cisawica, skręt żołądka. Zdarzają się też alergie i choroby skórne. Średnia długość życia psów tej rasy to ok. 14–17 lat.

## Dalmatyńczyk w kulturze
- 101 dalmatyńczyków – powieść autorstwa Dodie Smith z 1956 roku
- 101 dalmatyńczyków – film animowany z 1961 roku
- 101 dalmatyńczyków – film fabularny z 1996 roku
- 101 dalmatyńczyków – serial animowany z 1997 roku
- 102 dalmatyńczyki – film fabularny z 2000 roku (Sequel filmu z 1996 roku)
- 101 dalmatyńczyków II. Londyńska przygoda – film animowany z 2003 roku, kontynuacja produkcji z 1961 roku
- Psi patrol – Dalmatyńczyk Marshall
- Cruella (film) - film fabularny z 2021 roku